# Dorotheenpark
Der Dorotheenpark ist eine Grünanlage im Weseler Stadtteil Feldmark. Er befindet sich im Zentrum des Stadtteils und umfasst eine Fläche von rund 12.000 Quadratmetern.

## Lage
Der Dorotheenpark befindet sich im Zentrum der Feldmark direkt östlich des Feldmarker Marktplatzes, von dem er durch eine Häuserzeile allerdings räumlich getrennt ist. Im Norden wird der Park durch das Gelände des Berufskollegs Wesel begrenzt, im Osten befinden sich eine Kita und eine Grundschule, im Süden verläuft die die Feldmark durchquerende Straße Holzweg und auf der Westseite des Parks verläuft der Dorotheenweg mit der den Marktplatz begrenzenden Häuserzeile.

## Gestaltung und Nutzung
2008 initiierte der Seniorenbeirat der Stadt Wesel die Umgestaltung des Dorotheenparks. Im Jahr 2010 wurde der neugestaltete Park mit einem Parkfest eingeweiht. Die Grünanlage ist als Mehrgenerationenplatz konzipiert und soll eine vielfältige Nutzung ermöglichen. Dementsprechend enthält der Park diverse Spielmöglichkeiten. Insgesamt sind 2.650 der 12.000 Quadratmeter Gesamtfläche als Spielplatzfläche ausgewiesen. Neben Spielmöglichkeiten für Kinder befindet sich im Park unter anderem eine Boulebahn. Nördlich angrenzend an den Park befinden sich darüber hinaus zwei Bolzplätze. Ein wichtiges Gestaltungselement des Dorotheenparks ist ein auf der Nordseite angelegter Teich.